# Crvićasti lijev
Crvićasti lijev ili vermikularni lijev po sastavu je sličan sivom lijevu, uz dodatak magnezija. Prilikom lijevanja izvodi se cijepljenje titanijem, zbog čega se grafit izlučuje u obliku crvića i čvorića. Zbog strukture izlučenog grafita, crvićasti lijev ima svojstva sivog i svojstva žilavog lijeva (nodularnog lijeva). Po odlijevnosti sličan je sivom lijevu, a po mehaničkim svojstvima žilavom lijevu. Dobro podnosi promjene temperatura. Uz to se dobro obrađuje rezanjem, a s obzirom na to da dobro prigušuje vibracije i da ima otpornost na trošenje, crvićasti lijev se često primjenjuje za izradu blokova motora i za izradu glava velikih brodskih motora.
U procesu proizvodnje željezna bazna talina se legira s magnezijem, uz mjerenje aktiviteta kisika u talini. Dodavanjem titanija povećava se područje crvićastog lijeva. Cijepljenje se vrši u mlazu. Pri tome se ugljik izlučuje u obliku grafitnih crvića i kuglica (nodula). To je lijevano željezo koje se ponaša slično sivom lijevu pri lijevanju, a po svojstvima bliže žilavom lijevu. Pogodno je za lijevanje odljevaka koje je teško dobro napojiti (hraniti), nisu potrebna velika pojila. Osim ljevarsko-tehničkih prednosti, lijevano željezo s vermikularnim (crvičastim) grafitom pokazalo se korisnim za lijevanje odljevaka koji su temperaturno promjenljivo opterećeni. Prigušuje vibracije kao sivi lijev. Vrlo dobra zamjena je za dijelove koji su bili lijevani od kovkastog lijeva (temper lijeva).
Veliko područje primjene je u proizvodnji cilindarskih glava za brodske dizelske motore. Komplicirani oblici odljevaka imaju manju opasnost od pucanja. Visoka je otpornost na trošenje. Vlačna čvrstoća je između vrijednosti sivog i žilavog lijeva (od 300 do 450 N/mm2). Veliki je Youngov modul elastičnosti. Struktura je vrlo bliska žilavom lijevu. Metalna osnova u lijevanom stanju je pretežno feritne ili feritno-perlitne strukture koja se dobiva bez naknadne toplinske obrade. Tvrdoća se kreće od 130 do 220 HB (tvrdoća po Brinellu). Istezljivost lijeva je od 2 do 5%.
Oznake su:
- CGI (engl. Compacted Graphite Iron) – američka oznaka[4]
- GGV 30 i GGV 40 (DIN) – njemačka oznaka
- GJV 300 i GJV 400 (EN) – europska oznaka